# ويليامسون إيفرز
ويليامسون إيفرز (بالإنجليزية: Williamson Evers)‏ هو سياسي أمريكي، ولد في 18 أكتوبر 1948 في سان فرانسيسكو في الولايات المتحدة. حزبياً، نشط في الحزب الجمهوري.